# Chris Farley
Christopher Crosby "Chris" Farley (Madison, Wisconsin, 15. veljače 1964. - Chicago, Illinois, 18. prosinca 1997.), američki glumac i komičar.
Najbolje poznat po sudjelovanju u poznatom showu Saturday Night Live.